# Tour CIBC
La Tour CIBC es el quinto rascacielos más alto de Montreal. Mide 187 metros y posee 45 pisos. Su construcción acabó en 1962. Una característica peculiar es la pizarra verde que adorna su superficie exterior.